# 田渕由美子
田渕 由美子（たぶち ゆみこ、1954年11月26日 - ）は、少女漫画家。主に1970年代から1985年頃までの期間に活躍した、少女漫画誌『りぼん』の看板作家の一人。その後は小説や雑誌のイラストなど以外は作品の発表が無かったが、1995年以降、女性誌を中心に漫画家としての活動を再開している。

## 経歴
兵庫県出身。大阪府立豊中高等学校、早稲田大学第一文学部卒業。1969年に『りぼん』マンガスクールに入賞。1970年『りぼんコミック』11月増刊号で「ママって不思議」で漫画家デビュー。1973年に早稲田大学に入学し、童謡研究会に所属。上京後から本格的な執筆活動を始め、『りぼん』『りぼんオリジナル』等に作品を発表。
初期の「ハウスキーパー募集中」（1971年）などの無国籍的なコメディも発表したが、主に学園紛争後のキャンパスの自由な雰囲気の中での学校、サークル活動、喫茶店などを舞台にし、当時乙女チックラブコメ（ロマコメ、ラブロマ）の代表的な作家として陸奥A子らとともに人気を博した。記号的と言えるほどにデフォルメされたどんぐりまなこと細い手足でありながら叙情性を持つ印象的な絵柄と、抑制された感情表現を特徴とする。また「りぼん」誌上の学園漫画が主に中学、高校を舞台にしていたのに対し、三人の女子大生の恋愛を描いた連作「フランス窓便り」（1976年）などのように、予備校生や大学生を登場させた点でも独自性があった。当時の当時の乙女チック作家と同様にアイビー風やカントリー調の花柄ワンピースなどのファッションや、ヨーロッパ調の建物やインテリアも特色で、これらのインスピレーションは「赤毛のアン」のイメージ、ケイト・グリーナウェイの本、ルネサンス期の絵画、雑誌『an・an』などから得ていたという。
漫画作品の他に『りぼん』の付録のイラストでも人気があり、1975-81年にかけて登場。また担当編集者と結婚。
1987年以後はストーリー漫画の発表がなくなり、集英社コバルト文庫で堀田あけみや波多野鷹らの作品の表紙・イラストを担当するなどしていた。1995年に『ママンガ』にエッセイ漫画「チュー坊がふたり」の連載を開始し、続いて1999年に『YOU』にストーリー漫画「桃子について」を掲載するなどしている。
2001年からマラソンの練習を始め、2002年にマウイマラソン完走など続けていたが、この経験について「まらそんのススメ」を2006年『コーラス』に連載、また『YOU』で「新鮮オバサン市場』に掲載。その後2006年に膝を痛めてマラソンはやめている。

## 単行本リスト
- 『雪やこんこん』集英社(りぼんマスコットコミックス) 1976年
- 『クロッカス咲いたら』集英社(りぼんマスコットコミックス) 1977年
- 『フランス窓便り』集英社(りぼんマスコットコミックス) 1978年
- 『林檎ものがたり』集英社(りぼんマスコットコミックス) 1979年
- 『夏からの手紙』集英社(りぼんマスコットコミックス) 1980年
- 『あのころの風景』集英社(りぼんマスコットコミックス) 1982年
- 『浪漫葡萄酒』集英社(りぼんマスコットコミックス) 1985年
- 『田渕由美子全作品集 I 摘みたての野の花』南風社 1992年（単行本未収録作品を含む旧作集）
- 『田渕由美子全作品集 II そよ風の輪舞曲』南風社 1994年（旧作集）
- 『フランス窓便り』集英社 1996年（旧作集）
- 『こさあじゅ』集英社 1996年（単行本未収録作品を含む旧作集）
- 『チュー坊がふたり』スコラ 1998年
- 『桃子について』集英社 1998年
- 『NO・ブランド』集英社 2001年
- 『キャラメル・オーガスト』集英社 1999年
- 『スプリング・フィールズ』集英社 2000年
- 『オトメの悩み』集英社 2003年
- 『ハルジオンの庭』集英社 2003年
- 『大阪マウンテンブルース』集英社 2004年
- 『まらそんのススメ』集英社 2006年
- 『新版 まらそんのススメ』集英社文庫 2013年（『まらそんのススメ』に描き下し追加）
- 『田渕由美子ベストセレクション 憧れのキャンパスライフ編』河出書房新社 2020年
- 『田渕由美子ベストセレクション おとめちっくラブストーリー編』河出書房新社 2020年
- 『田渕由美子ベストセレクション すてきなボーイフレンド編』河出書房新社 2020年
- 『地上の楽園』集英社 2021年
- 『恋愛小説』集英社 2021年

## 注
1. ↑  「リレーおぴにおん 「乙女チック」の時代でした」朝日新聞2015年7月7日
2. ↑  「田渕由美子先生への10の質問」（大塚英志『たそがれ時に見つけたもの』太田出版 1991年）